# Championnat de France masculin de handball 2009-2010
Navigation
Division 1 2008-2009 Division 1 2010-2011
Le Championnat de France masculin de handball 2009-2010 est la cinquante-huitième édition de cette compétition et la vingt-cinquième édition depuis que la dénomination de Division 1 a été posée. Le championnat de Division 1 de handball est le plus haut niveau du championnat de France de ce sport. Quatorze clubs participent à la compétition. 
À l'issue de la saison, le Montpellier AHB est désigné Champion de France pour la 12e fois de son histoire et devance le Chambéry SH, comme la saison précédente. Ces deux clubs sont ainsi qualifiés pour la Ligue des champions. Le podium est complété par le Tremblay-en-France HB qui obtient ici le meilleur résultat de son histoire. 
En bas du classement, l'Aurillac HCA et l'US Créteil, respectivement classés 13e et 14e, sont relégués en Division 2 et sont remplacées par le Paris Handball et le RS Saint-Cyr Touraine HB, respectivement champion et vice-champion de Division 2.

## Clubs du championnat
| \| Chambéry Nîmes Toulouse Montpellier Dunkerque Dijon Istres St-Raphaël Nantes Cesson-Sévigné Aurillac Tremblay-en-France Ivry/Seine Créteil \| Équipes de la Division 1 2009-2010 |
| Chambéry Nîmes Toulouse Montpellier Dunkerque Dijon Istres St-Raphaël Nantes Cesson-Sévigné Aurillac Tremblay-en-France Ivry/Seine Créteil                                          |

Les clubs de la saison 2009-2010 sont
| Club                              | 2008/09   | Entraineur        | Salle(s)                                                       | Capacité  | Budget | Masse salariale |
| --------------------------------- | --------- | ----------------- | -------------------------------------------------------------- | --------- | ------ | --------------- |
| Montpellier Agglomération HB      | 1re       | Patrice Canayer   | Palais des sports René-Bougnol                                 | 3000      | 5,2 M€ | 1 900 000 €     |
| Chambéry Savoie HB                | 2e        | Philippe Gardent  | Le Phare                                                       | 4500      | 3,6 M€ | 810 000 €       |
| Tremblay-en-France HB             | 3e        | Stéphane Imbratta | Palais des sports de Tremblay-en-France                        | 1000      | 2,3 M€ | 945 000 €       |
| Dunkerque Handball Grand Littoral | 4e        | Yérime Sylla      | Salle Dewerdt                                                  | 2500      | 2,8 M€ | 1 050 000 €     |
| US Ivry                           | 5e        | Pascal Léandri    | Gymnase Auguste-Delaune Salle Pierre Charpy                    | 1500 2000 | 2,5 M€ | 763 000 €       |
| Saint-Raphaël Var HB              | 6e        | Christian Gaudin  | Palais des sports intercommunal                                | 2000      | 2,4 M€ | 1 110 000 €     |
| US Créteil                        | 7e        | David Peneau      | Palais des sports Robert-Oubron                                | 2500      | 2,1 M€ | 776 000 €       |
| Istres Ouest Provence HB          | 8e        | Christophe Mazel  | Halle polyvalente                                              | 2000      | 1,8 M€ | 627 000 €       |
| Aurillac Handball Cantal Auvergne | 9e        | Jérémy Roussel    | Gymnase de Peyrolles                                           | 1200      | 1,3 M€ | 374 000 €       |
| USAM Nîmes Gard                   | 10e       | Laurent Puigségur | Le Parnasse                                                    | 3391      | 1,7 M€ | 489 000 €       |
| Toulouse Handball                 | 11e       | Raphaël Geslan    | Palais des sports André-Brouat                                 | 4000      | 1,5 M€ | 471 000 €       |
| HBC Nantes                        | 12e       | Thierry Anti      | Complexe sportif Mangin-Beaulieu Palais des sports de Beaulieu | 2000 5000 | 2,0 M€ | 701 000 €       |
| Olympique Club Cessonnais         | 1er de D2 | David Christman   | Palais des sports de la Valette                                | 1500      | 1,3 M€ | 384 000 €       |
| Dijon Bourgogne HB                | 2e de D2  | Denis Lathoud     | Palais des sports JM-Geoffroy                                  | 3700      | 1,4 M€ | 541 000 €       |

Légende des couleurs
- Phase de groupes de la Ligue des champions (C1)
- Qualifié pour la Coupe des vainqueurs de coupe (C3)
- Qualifié pour la Coupe de l'EHF (C3)
- Promu de Pro D2 2008-2009

## Qualifications européennes
| Qualifications européennes à l'issue de la saison 2008-2009 | Qualifications européennes à l'issue de la saison 2008-2009 |
| Compétition                                                 | Clubs                                                       |
| ----------------------------------------------------------- | ----------------------------------------------------------- |
| Ligue des champions, phase de groupes                       | Montpellier AHB, Chambéry SH                                |
| Coupe de l'EHF, 3e tour                                     | Dunkerque, Istres OPH                                       |
| Coupe d'Europe des vainqueurs de coupe, 3e tour             | Tremblay-en-France HB                                       |

Modalités de qualification aux compétitions européennes de la saison 2010/2011
Les deux premières équipes du championnat sont qualifiées directement pour la phase de groupes de la Ligue des champions. Le vainqueur de la coupe de France se qualifie pour le 3e tour de la coupe d'Europe des vainqueurs de coupe. Le troisième du championnat ainsi que le vainqueur de la coupe de la Ligue se qualifient pour le 3e tour de la Coupe de l'EHF.
Cas particuliers
- Si le vainqueur de la coupe de la Ligue est déjà qualifié à une compétition européenne via le championnat ou la coupe de France, alors la qualification en Coupe de l'EHF revient à l'équipe finaliste. Si l'équipe finaliste est déjà qualifiée à une compétition européenne via le championnat ou la coupe de France, alors la qualification en Coupe de l'EHF revient à une équipe du championnat en fonction de son classement.
- Si le vainqueur de la coupe de France est déjà qualifié à la Ligue des champions, alors la qualification en coupe d’Europe des vainqueurs de coupe revient à l'équipe finaliste. Si l'équipe finaliste est déjà qualifiée à la Ligue des champions, alors la qualification en coupe d'Europe des vainqueurs de coupe revient à l'équipe ayant terminé 3e en championnat.
- Si l'équipe ayant terminé 3e en championnat est déjà qualifiée à la coupe d'Europe des vainqueurs de coupe, alors la qualification en Coupe de l'EHF revient à une équipe du championnat en fonction de son classement.

Le champion, Montpellier AHB, et le vice-champion, Chambéry SH, obtiennent leurs qualifications pour la Ligue des champions.
La coupe de la Ligue s'est soldée par la victoire en finale de Montpellier AHB contre le Saint-Raphaël Var HB. Montpellier étant qualifié pour la Ligue des champions, Saint-Raphaël est alors qualifié pour la Coupe de l'EHF.
La coupe de France s'est soldée par la victoire en finale de Montpellier AHB contre Tremblay-en-France HB. Montpellier étant qualifié pour la Ligue des champions, Tremblay-en-France est alors qualifié pour la coupe des coupes.
Enfin, le 3e (Tremblay-en-France) et le 4e (Saint-Raphaël) du championnat étant qualifiés à des compétitions européennes via les coupes nationales, la deuxième place qualificative à la Coupe de l'EHF revient au 5e, l'US Ivry.

### Classement
|    | Équipe                      | Pts | J  | G  | N | P  | Bp  | Bc  | Diff |
| -- | --------------------------- | --- | -- | -- | - | -- | --- | --- | ---- |
| 1  | Montpellier AHB (T) (L) (C) | 50  | 26 | 25 | 0 | 1  | 935 | 677 | 258  |
| 2  | Chambéry SH                 | 43  | 26 | 21 | 1 | 4  | 795 | 672 | 123  |
| 3  | Tremblay-en-France HB       | 33  | 26 | 16 | 1 | 9  | 697 | 706 | -9   |
| 4  | Saint-Raphaël Var HB        | 32  | 26 | 15 | 2 | 9  | 741 | 701 | 40   |
| 5  | US Ivry                     | 29  | 26 | 13 | 3 | 10 | 709 | 704 | 5    |
| 6  | Dunkerque                   | 29  | 26 | 13 | 3 | 10 | 732 | 729 | 3    |
| 7  | Istres OPH                  | 26  | 26 | 11 | 4 | 11 | 696 | 701 | -5   |
| 8  | USAM Nîmes Gard             | 20  | 26 | 9  | 2 | 15 | 687 | 708 | -21  |
| 9  | HBC Nantes                  | 20  | 26 | 9  | 2 | 15 | 695 | 735 | -40  |
| 10 | Dijon Bourgogne HB (P)      | 19  | 26 | 7  | 5 | 14 | 668 | 726 | -58  |
| 11 | OC Cesson (P)               | 18  | 26 | 8  | 2 | 16 | 611 | 686 | -75  |
| 12 | Toulouse Handball           | 16  | 26 | 7  | 2 | 17 | 678 | 744 | -66  |
| 13 | Aurillac HCA                | 14  | 26 | 7  | 2 | 17 | 688 | 759 | -71  |
| 14 | US Créteil                  | 13  | 26 | 5  | 3 | 18 | 645 | 729 | -84  |

|     | Qualification pour la Ligue des champions |
|     | Qualification pour la coupe des coupes    |
|     | Qualification pour la Coupe de l'EHF      |
|     | Relégation en Division 2                  |
| (T) | Tenant du titre 2009                      |
| (P) | Promu de Division 2 en 2009               |
| (C) | Vainqueur Coupe de France                 |
| (L) | Vainqueur de la Coupe de la Ligue         |

## Résultats
| Résultats (dom.\ext.)                                      | AUR   | CHA   | CRÉ   | DIJ   | DUN   | IST   | IVR   | MON   | NAN   | NÎM   | SAI   | CES   | TOU   | TRE   |
| Aurillac HCA                                               |       | 29-31 | 34-28 | 27-18 | 28-29 | 27-30 | 30-29 | 24-44 | 29-30 | 26-25 | 29-24 | 30-24 | 23-28 | 22-27 |
| Chambéry SH                                                | 37-27 |       | 29-25 | 26-23 | 31-31 | 28-30 | 37-31 | 31-24 | 33-20 | 38-28 | 34-28 | 18-16 | 34-29 | 31-22 |
| US Créteil                                                 | 25-30 | 27-30 |       | 26-25 | 30-28 | 28-28 | 26-20 | 32-35 | 27-27 | 29-36 | 22-30 | 22-22 | 21-19 | 20-28 |
| Dijon Bourgogne HB                                         | 34-26 | 24-41 | 22-20 |       | 27-24 | 27-26 | 28-28 | 29-40 | 24-19 | 22-22 | 30-30 | 25-27 | 29-24 | 18-21 |
| Dunkerque                                                  | 29-24 | 18-35 | 29-25 | 31-31 |       | 24-24 | 22-27 | 21-29 | 30-27 | 33-29 | 37-32 | 34-23 | 31-18 | 28-24 |
| Istres OPH                                                 | 28-25 | 28-31 | 26-22 | 26-27 | 34-31 |       | 25-24 | 25-39 | 23-23 | 26-30 | 22-22 | 25-26 | 33-27 | 28-31 |
| US Ivry                                                    | 28-24 | 34-30 | 25-22 | 35-30 | 26-28 | 26-24 |       | 28-33 | 30-23 | 29-27 | 24-28 | 29-25 | 33-30 | 32-27 |
| Montpellier AHB                                            | 40-27 | 35-23 | 47-25 | 30-24 | 36-26 | 39-27 | 38-23 |       | 40-28 | 36-22 | 36-24 | 35-24 | 34-24 | 38-17 |
| HBC Nantes                                                 | 28-24 | 26-27 | 24-26 | 30-28 | 30-32 | 25-31 | 30-36 | 24-31 |       | 28-25 | 24-26 | 33-23 | 31-26 | 24-27 |
| USAM Nîmes Gard                                            | 24-19 | 24-27 | 26-21 | 27-27 | 26-29 | 23-24 | 28-22 | 28-33 | 28-32 |       | 32-29 | 26-21 | 27-26 | 24-25 |
| Saint-Raphaël Var HB                                       | 41-28 | 27-23 | 29-26 | 31-28 | 31-21 | 23-19 | 24-21 | 31-36 | 29-30 | 29-23 |       | 24-22 | 33-27 | 33-35 |
| OC Cesson                                                  | 25-25 | 21-34 | 22-19 | 26-22 | 19-28 | 25-32 | 17-21 | 30-34 | 23-26 | 28-25 | 19-30 |       | 27-18 | 26-22 |
| Toulouse Handball                                          | 26-26 | 26-29 | 29-24 | 25-21 | 29-28 | 18-25 | 27-27 | 31-35 | 30-27 | 24-28 | 24-25 | 26-33 |       | 35-31 |
| Tremblay en France                                         | 27-25 | 19-27 | 29-27 | 38-25 | 34-30 | 30-27 | 21-21 | 29-38 | 27-26 | 25-24 | 29-28 | 23-17 | 29-32 |       |
| - Victoire à domicile - Match nul - Victoire à l'extérieur |       |       |       |       |       |       |       |       |       |       |       |       |       |       |

### Champion de France 2009-2010
| Champion de France 2009-2010 Montpellier Agglomération Handball 14e victoire |

L'effectif du Montpellier Agglomération Handball est :
- William Accambray (ARG)
- Mladen Bojinović (DC)
- Adrien Dipanda (ARD)
- Mathieu Grébille (ARG)
- Michaël Guigou (ALG/DC)
- Aymen Hammed (ARD)
- Wissem Hmam (ARG/DEF)
- Samuel Honrubia (ALG)
- David Juříček (PVT)
- Luka Karabatic (PVT)
- Nikola Karabatic (ARG)
- Daouda Karaboué (GDB)
- Vid Kavtičnik (ALD)
- Rémi Salou (PVT)
- Jan Sobol (ALD)
- Nebojša Stojinović (GDB)
- Issam Tej (PVT)

- Entraîneur :  Patrice Canayer

## Statistiques et récompenses

### Meilleurs joueurs
À l'issue du championnat, les récompenses suivantes ont été décernées par la Ligue nationale de handball (LNH) à l'occasion de la Nuit des Étoiles 2009, :
- Meilleur joueur : Nikola Karabatic (Montpellier AHB)
- Meilleur gardien : Mickaël Robin (Chambéry Savoie HB)
- Meilleur ailier gauche : Michaël Guigou (Montpellier AHB)
- Meilleur arrière gauche : William Accambray (Montpellier AHB)
- Meilleur demi-centre : Nikola Karabatic (Montpellier AHB)
- Meilleur pivot : Issam Tej (Montpellier AHB)
- Meilleur arrière droit : Vid Kavtičnik (Montpellier AHB)
- Meilleur ailier droit : Olivier Marroux (Union sportive d'Ivry)
- Meilleur défenseur : Benjamin Gille (Chambéry Savoie HB)
- Meilleur espoir : William Accambray (Montpellier AHB)
- Meilleur entraîneur : Patrice Canayer (Montpellier AHB)

### Élection du meilleur joueur du mois
| Mois      | Joueur             | Club               |
| --------- | ------------------ | ------------------ |
| Septembre | Uroš Mitrović      | US Créteil         |
| Octobre   | Yaneck Fritsch     | Aurillac HCA       |
| Novembre  | Bruno Souza        | HBC Nantes         |
| Décembre  | Mathieu Lanfranchi | Dijon BHB          |
| Janvier   | Jérôme Fernandez   | Équipe de France A |
| Février   | Merlin Rosier      | USAM Nîmes Gard    |
| Mars      | Jaleleddine Touati | Dunkerque HGL      |
| Avril     | Yohann Ploquin     | Saint-Raphaël VHB  |
| Mai       | Gábor Császár      | Chambéry SH        |

### Statistiques
À l'issue de la saison, les meilleurs buteurs de la saison sont :
| #  | Joueur             | Club                     | Buts / Tirs | % Tir  | MJ | BPM  | 7m      |
| -- | ------------------ | ------------------------ | ----------- | ------ | -- | ---- | ------- |
| 1  | Guillaume Saurina  | USAM Nîmes Gard          | 178 / 225   | 79,1 % | 25 | 7,12 | 45 / 46 |
| 2  | Mathieu Lanfranchi | Dijon Bourgogne HB       | 147 / 158   | 93,0 % | 26 | 5,65 | 41 / 45 |
| 3  | Olivier Marroux    | US Ivry                  | 143 / 156   | 91,7 % | 25 | 5,72 | 35 / 36 |
| 4  | Anouar Ayed        | Toulouse Handball        | 132 / 156   | 84,6 % | 24 | 5,50 | 53 / 58 |
| 5  | Wissem Bousnina    | Tremblay-en-France HB    | 127 / 175   | 72,6 % | 26 | 4,88 | 33 / 36 |
| 6  | Sébastien Bosquet  | Dunkerque HGL            | 121 / 169   | 71,6 % | 25 | 4,84 | 0 / 0   |
| 7  | Maxime Derbier     | Istres Ouest Provence HB | 118 / 136   | 86,8 % | 25 | 4,72 | 21 / 21 |
| 8  | Uroš Mitrović      | US Créteil               | 118 / 161   | 73,3 % | 24 | 4,92 | 22 / 25 |
| 9  | Heykel Megannem    | Saint-Raphaël Var HB     | 117 / 163   | 71,8 % | 25 | 4,68 | 2 / 2   |
| 10 | William Accambray  | Montpellier AHB          | 115 / 137   | 83,9 % | 25 | 4,60 | 0 / 0   |

### Meilleurs gardiens
À l'issue de la saison, les meilleurs gardiens de buts de la saison sont :
| #  | Joueur                 | Club                     | Arrêts / Tirs | %      | MJ | APM  | 7 m     |
| -- | ---------------------- | ------------------------ | ------------- | ------ | -- | ---- | ------- |
| 1  | Vincent Gérard         | Istres Ouest Provence HB | 293 / 798     | 36,7 % | 26 | 11,3 | 15 / 69 |
| 2  | Yohann Ploquin         | Saint-Raphaël Var HB     | 274 / 703     | 39,0 % | 26 | 10,5 | 15 / 49 |
| 3  | Yann Genty             | Aurillac HCA             | 265 / 751     | 35,3 % | 24 | 11,0 | 5 / 26  |
| 4  | Nicolas Lemonne        | OC Cesson                | 263 / 737     | 35,7 % | 26 | 10,1 | 18 / 73 |
| 5  | Mathieu Kreiss         | Dijon Bourgogne HB       | 239 / 739     | 32,3 % | 24 | 10,0 | 14 / 72 |
| 6  | Dragan Počuča          | Tremblay-en-France HB    | 230 / 685     | 33,6 % | 26 | 8,8  | 20 / 78 |
| 7  | Mickaël Robin          | Chambéry Savoie HB       | 226 / 577     | 39,2 % | 25 | 9,0  | 6 / 55  |
| 8  | Arnaud Siffert         | Dunkerque HGL            | 218 / 620     | 35,2 % | 26 | 8,4  | 16 / 61 |
| 9  | François-Xavier Chapon | US Ivry                  | 215 / 687     | 31,3 % | 26 | 8,3  | 30 / 84 |
| 10 | Daouda Karaboué        | Montpellier AHB          | 212 / 554     | 38,3 % | 25 | 8,5  | 13 / 46 |